# Cecropis
Cecropis és un dels gèneres d'ocells, de la família dels hirundínids (Hirundinidae).

## Taxonomia
Segons la classificació del Congrés Ornitològic Internacional (versió 14.2, 2024), aquest gènere conté 9 espècies:
- Cecropis cucullata - oreneta de casc roig.
- Cecropis rufula - oreneta cua-rogenca europea.
- Cecropis daurica - oreneta cua-rogenca oriental.
- Cecropis melanocrissus - oreneta cua-rogenca africana.
- Cecropis hyperythra - oreneta de Sri Lanka.
- Cecropis badia - oreneta ventre-rogenca.
- Cecropis abyssinica - oreneta estriada.
- Cecropis semirufa - oreneta pit-roja.
- Cecropis senegalensis - oreneta del Senegal.